# Biger, Govi-Altai
Biger (tiếng Mông Cổ: Бигэр) là một sum của tỉnh Govi-Altai ở miền tây Mông Cổ. Vào năm 2009, dân số của sum là 2.197 người.

## Địa lý
Sum có diện tích khoảng 3.826 km2. Trung tâm sum, Jargalant, nằm cách tỉnh lỵ Altai 112 km và thủ đô Ulaanbaatar 950 km.

### Khí hậu
Biger có khí hậu bán khô hạn. Nhiệt độ trung bình hàng năm trong khu vực là 7 °C. Tháng ấm nhất là tháng 7, khi nhiệt độ trung bình là 28 °C và lạnh nhất là tháng 1, với −20 °C. Lượng mưa trung bình hàng năm là 112 mm. Tháng ẩm ướt nhất là tháng 8, với lượng mưa trung bình là 30 mm, và khô nhất là tháng 1, với 1 mm.

## Kinh tế
Sum có một trường học, bệnh viện, trung tâm thương mại, nhà văn hóa và viện điều dưỡng.